# Pipestone (Manitoba)
Pour les articles homonymes, voir Pipestone.
Pipestone est une ville du Manitoba située au sud-ouest de la province et faisant partie dans la municipalité rurale de Pipestone. Pipestone est située à l'intersection de l'autoroute 2 et de l'autoroute 83, faisant en sorte que la ville se situe à environ 30 minutes de route de Virden et de Manitoba. La frontière canado-américaine se trouve à 70 km au sud de la ville et la frontière provinciale avec la Saskatchewan à 36 km à l'ouest. L'activité principale de Pipestone est l'agriculture.
Une vidéo d'une tornade destructrice passa non loin de Pipestone le 23 juin 2007  et une autre le 23 juillet 2008.

## Personnalités

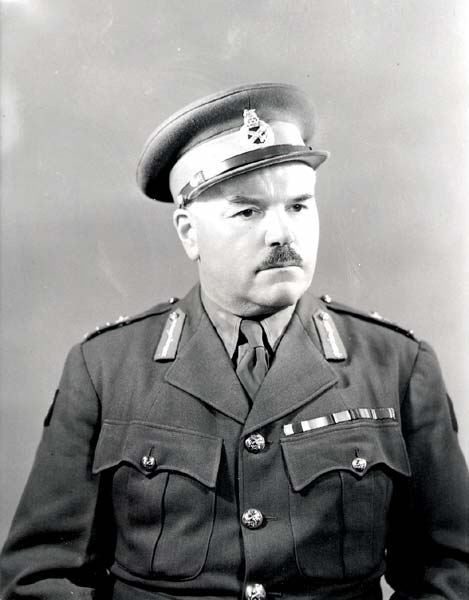
John Hamilton Roberts

- John Hamilton Roberts, militaire